# Exochus flavifrontalis
Exochus flavifrontalis är en stekelart som beskrevs av Davis 1897. Exochus flavifrontalis ingår i släktet Exochus och familjen brokparasitsteklar. Inga underarter finns listade i Catalogue of Life.